# پال، هلند
پال (به هلندی: Paal) یک منطقهٔ مسکونی در هلند است که در هولست واقع شده‌است. پال ۸۰ نفر جمعیت دارد.